# Hoyerswerda (stacja kolejowa)
Hoyerswerda (górnołuż. Wojerecy) – stacja kolejowa w Hoyerswerda, w kraju związkowym Saksonia, w Niemczech. Znajdują się tu 2 perony.
Stację obsługują pociągi Regional-Express DB-Regio Südost (w kierunku Drezno) i S-Bahn Mitteldeutschland (w kierunku Lipsk) przez Ruhland i pociągi regionalne (do Görlitz przez Niesky). 